# Nalbach
Nalbach är en kommun och ort i Landkreis Saarlouis i förbundslandet Saarland i Tyskland.
De tidigare kommunerna Nalbach, Piesbach, Körprich und Bilsdorf bildade den nya kommunen Nalbach 1 januari 1974.